# Arseen(III)fluoride
Arseen(III)fluoride is een chemische verbinding van arseen en fluor met de formule {\displaystyle {\ce {AsF3}}}. Het is een heldere, kleurloze vloeistof die makkelijk met water(damp) reageert.

## Synthese en eigenschappen
{\displaystyle {\ce {AsF3}}} kan verkregen worden uit de reactie van waterstoffluoride met arseen(III)oxide:
{\displaystyle {\ce {6HF\ +\ As2O3\ ->\ 2AsF3\ +\ 3H2O}}}
Zowel als vaste stof en in de gasfase heeft het molecuul de structuur van een driezijdige piramide. In de gasfase is de bindingslengte tussen arseen en fluor 170,6 pm, de F-As-F bindingshoek is 96,2°.
Arseen(III)fluoride wordt als fluoriderend reagens toegepast om niet-metaalchlorides om te zetten in de overeenkomstige fluorides. Voor dit doel is het echter minder reactief dan het verwante antimoon(III)fluoride {\displaystyle {\ce {(SbF3)}}}.
Zouten met {\displaystyle {\ce {AsF4^{-}}}} als anion zijn bekend met {\displaystyle {\ce {Cs[AsF4]}}} en {\displaystyle {\ce {[(CH3)4N]^{+}[AsF4]^{-}}}} als voorbeelden. In het kaliumzout {\displaystyle {\ce {KAs2F7}}}, gesynthetiseerd uit {\displaystyle {\ce {KF}}} en {\displaystyle {\ce {AsF3}}} bevat het ion {\displaystyle {\ce {AsF4^{-}}}} én het neutrale molecuul {\displaystyle {\ce {AsF3}}}, waarbij er ook een aantoonbare interactie is tussen neutraal molecuul en anion.
Arseen(III)fluoride reageert met antimoon(V)fluoride. Het product kan zowel beschreven worden als de ionogene stof {\displaystyle {\ce {[AsF2]^{+}[SbF6]^{-}}}} of als een neutraal adduct {\displaystyle {\ce {F3As-SbF5}}}. De kristalstructuur vertoont aspecten van beide beschrijvingen, met de conclusie dat de waarheid, letterlijk, in het midden ligt.